# The Friends EP
The Friends EP är en EP av det amerikanska rockbandet Ween, släppt den 19 juni 2007. Medlemmarna i Ween tyckte att den liknade debutalbumet GodWeenSatan: The Oneness (1990). Låten "Friends" var senare även med på albumet La Cucaracha, släppt några månader efter The Friends EP, fast i en annan version.
AllMusic kritikern Stephen Thomas Erlewine gav The Friends EP 3.5 av 5 i betyg. The A.V. Club kritikern gav The Friends EP A- i betyg.

## Låtlista
Alla låtar skrevs av Ween.
1. "Friends" - 4:11
2. "I Got to Put the Hammer Down" - 2:21
3. "King Billy" - 5:57
4. "Light Me Up" - 3:29
5. "Slow Down Boy" - 3:52